# Blastothrix
Blastothrix is een geslacht van vliesvleugeligen uit de familie Encyrtidae. De wetenschappelijke naam van dit geslacht is voor het eerst geldig gepubliceerd in 1876 door Mayr.

## Soorten
Het geslacht Blastothrix omvat de volgende soorten:
- Blastothrix allae Sharkov, 1985
- Blastothrix americana Sugonjaev, 1983
- Blastothrix anthocleistae Risbec, 1952
- Blastothrix aprica Sugonjaev, 1964
- Blastothrix brittanica Girault, 1917
- Blastothrix chinensis Shi, 1990
- Blastothrix ericeri Sugonjaev, 1965
- Blastothrix erythrostetha (Walker, 1847)
- Blastothrix gurselae Japoshvili & Karaca, 2004
- Blastothrix hedqvisti Sugonjaev, 1984
- Blastothrix hissarica Sugonjaev, 1972
- Blastothrix hungarica Erdös, 1959
- Blastothrix ilicicola Mercet, 1921
- Blastothrix kermivora Ishii, 1928
- Blastothrix klapaleki Hoffer, 1963
- Blastothrix kuwanai Sugonjaev, 1989
- Blastothrix longipennis Howard, 1881
- Blastothrix matesovae Sugonjaev, 1964
- Blastothrix nikolskajae Sugonjaev, 1964
- Blastothrix orientalis Shi, Si & Wang, 1995
- Blastothrix ozukiensis Ishii, 1928
- Blastothrix scenographica Sugonjaev, 1964
- Blastothrix sericea (Dalman, 1820)
- Blastothrix siddiqii (Bhatnagar, 1952)
- Blastothrix speciosa Shi, Si & Wang, 1995
- Blastothrix tianshanica Sugonjaev, 1964
- Blastothrix truncatipennis (Ferrière, 1955)
- Blastothrix turanica Sugonjaev, 1964